# Episodi di Hunter × Hunter (serie animata 2011)

Logo di Hunter x Hunter 2011

Questa è la lista degli episodi della seconda serie anime di Hunter × Hunter. Il nuovo adattamento animato di Hunter × Hunter è stato annunciato nel mese di luglio 2011. Si tratta di un remake completo della serie a partire dall'inizio del manga di Yoshihiro Togashi. La serie è diretta da Hiroshi Kōjina e prodotta da Madhouse; la sceneggiatura è di Atsushi Maekawa e il character design di Takahiro Yoshimatsu. Invece di richiamare il cast della precedente serie animata, l'opera dispone di un cast tutto nuovo per la voce dei personaggi. L'anime è trasmesso in Giappone ogni domenica alle 10:55 su Nippon Television dal 2 ottobre 2011 e ogni mercoledì a partire dal 9 ottobre 2013. Il 24 settembre 2014, il 23 per il Giappone, anche se dopo la mezzanotte, l'anime finisce con un totale di 148 episodi e due film. In Italia i diritti dell'anime sono stati acquistati da Dynit che ha pubblicato gli episodi in versione sottotitolata su VVVVID dal 20 luglio 2021 al 25 gennaio 2022 e in versione doppiata su Prime Video dal 30 novembre 2021 al 30 marzo 2022.
La sigla di apertura della serie, Departure, è cantata da Masatoshi Ono mentre la sigla di chiusura, Just Awake, è cantata dalla band giapponese Fear, and Loathing in Las Vegas. Dall'episodio 27, la sigla di apertura, Departure -Second Version-, è cantata da Masatoshi Ono mentre la sigla di chiusura, Hunting For Your Dream, è cantata dalla band giapponese Galneryus. Dall'episodio 59 all'episodio 75 c'è la ending REASON del duo Yuzu. Dall' episodio 76 al 136 ritorna come opening Departure - Second Version e c'è la ending Nagareboshi☆Kirari -Yuzu Version- del duo Yuzu. Dall'episodio 99 c'è la ending Hyōri Ittai sempre del duo Yuzu mentre, dall'episodio 137, torna come sigla d'apertura Departure.

## Lista episodi
| Nº  | Titolo italiano Giapponese 「Kanji」 - Rōmaji | In onda           | In onda          |
| Nº  | Titolo italiano Giapponese 「Kanji」 - Rōmaji | Giapponese        | Italiano         |
| 1   | Partenza e compagni 「タビダチ × ト × ナカマタチ」 - Tabidachi × To × Nakama-tachi | 2 ottobre 2011    | 30 novembre 2021 |
| 1   | Gon Freecss è un ragazzino di dodici anni che vive nel suo villaggio insieme alla zia Mito, giovane donna che per lui è diventata la madre dopo la scomparsa di quella naturale. Il padre di Gon, Ging Freecss, è invece ancora vivo e svolge la professione di Hunter lontano da casa. Gon decide di seguire le orme del padre e, dopo avere superato una sfida impostagli da Mito consistente nel pescare un pesce che solo Ging era stato in grado di catturare, lascia il villaggio per iscriversi all'esame per diventare Hunter. Sulla barca che si dirige al luogo dell’esame, fa la conoscenza di altri due candidati: Kurapika e Leorio Paladiknight. |                   |                  |
| 2   | L'esame dell'esame 「シケン × ノ × シケン」 - Shiken × No × Shiken | 9 ottobre 2011    | 30 novembre 2021 |
| 2   | Una volta arrivati a destinazione il capitano della nave consiglia a Gon di dirigersi verso un albero in cima a una collina. Avendo notato che in questo modo la strada è più lunga Leorio decide di prendere il bus per la città consigliatogli da Mashu, un partecipante all'esame appena incontrato. Il bus si rivela una trappola e Leorio prosegue con Gon, Kurapika e Mashu fino alla Città dei Quiz, dove un'anziana signora propone un enigma per continuare. Mashu, non fidandosi dei suoi compagni, decide di affrontare la prova da solo e sbaglia. Gli altri invece danno la risposta corretta e ottengono l'accesso al tunnel che li condurrà all'incontro con i Navigatori, ovvero coloro che testano i candidati per poi condurli alla sede d'esame, che cambia ogni anno. Giunti presso una baita in un bosco, scoprono che una coppia di sposi è stata attaccata da una bestia, chiamata Kiriko, che ha rapito la donna e ferito il marito. Leorio si ferma alla casa per curare le ferite dell'uomo, Kurapika recupera la donna e Gon insegue la bestia. Alla fine i Kiriko si rivelano quattro, due dei quali sono i Navigatori, e i restanti, coloro che si fingevano sposi, i figli della coppia. Kurapika, Gon e Leorio vengono quindi da loro accompagnati alla sede dell’esame. |                   |                  |
| 3   | Rivali per la sopravvivenza 「ライバル × ガ × サバイバル」 - Raibaru × Ga × Sabaibaru | 16 ottobre 2011   | 30 novembre 2021 |
| 4   | Speranza e ambizione 「キボウ × ト × ヤボウ」 - Kibō × To × Yabō | 23 ottobre 2011   | 30 novembre 2021 |
| 5   | Hisoka è subdolo 「ヒソカ × ハ × ヒソカ」 - Hisoka × Wa × Hisoka | 30 ottobre 2011   | 30 novembre 2021 |
| 6   | Un incarico inaspettato 「イガイ × ナ × カダイ」 - Igai × Na × Kadai | 6 novembre 2011   | 30 novembre 2021 |
| 7   | Scontro sul dirigibile 「ヒコウセン × ノ × ケッセン」 - Hikōsen × No × Kessen | 13 novembre 2011  | 30 novembre 2021 |
| 8   | Decisione a maggioranza? 「カイケツ × ハ × タスウケツ?」 - Kaiketsu × Wa × Tasūketsu? | 20 novembre 2011  | 30 novembre 2021 |
| 9   | Attenzione ai prigionieri 「シュウジン × ニ × ゴヨウジン」 - Shūjin × Ni × Goyōjin | 27 novembre 2011  | 30 novembre 2021 |
| 10  | Il succo del trucco 「ヒッカケ × ノ × キッカケ」 - Hikkake × No × Kikkake | 4 dicembre 2011   | 30 novembre 2021 |
| 11  | Una scommessa azzardata 「ギャンブル × デ × トラブル」 - Gyanburu × De × Toraburu | 11 dicembre 2011  | 30 novembre 2021 |
| 12  | Ultima prova di determinazione 「サイゴ × ノ × カクゴ」 - Saigo × No × Kakugo | 18 dicembre 2011  | 30 novembre 2021 |
| 13  | Lettera da Gon 「ゴンヨリ × ノ × タヨリ」 - Gon Yori × No × Tayori | 25 dicembre 2011  | 30 novembre 2021 |
| 14  | Colpisci il bersaglio 「ターゲット × ニ × ヒット」 - Tāgetto × Ni × Hitto | 8 gennaio 2012    | 30 novembre 2021 |
| 15  | Vortice di trabocchetti 「ダマシアイ × ノ × トリアイ」 - Damashiai × No × Toriai | 15 gennaio 2012   | 30 novembre 2021 |
| 16  | Sconfitta e umiliazione 「ハイボク × ト × クツジョク」 - Haiboku × To × Kutsujoku | 22 gennaio 2012   | 30 novembre 2021 |
| 17  | Trappola nella buca 「アナ × デ × ワナ」 - Ana × De × Wana | 29 gennaio 2012   | 30 novembre 2021 |
| 18  | Un colloquio importante 「タイセツ × ナ × メンセツ」 - Taisetsu × Na × Mensetsu | 5 febbraio 2012   | 30 novembre 2021 |
| 19  | Non posso vincere o perdere 「カテナイ × ガ × マケナイ」 - Katenai × Ga × Makenai | 12 febbraio 2012  | 30 novembre 2021 |
| 20  | Eventi super sconvolgenti 「フカカイ × ナ × テンカイ」 - Fukakai × Na × Tenkai | 19 febbraio 2012  | 30 novembre 2021 |
| 21  | Problemi tra fratelli 「キョウダイ × ノ × モンダイ」 - Kyōdai × No × Mondai | 4 marzo 2012      | 30 novembre 2021 |
| 22  | Un mastino pericoloso 「キケン × ナ × バンケン」 - Kiken × Na × Banken | 11 marzo 2012     | 30 novembre 2021 |
| 23  | Responsabilità del guardiano 「バンニン × ノ × セキニン」 - Ban'nin × No × Sekinin | 18 marzo 2012     | 30 novembre 2021 |
| 24  | La famiglia Zoldyck 「ゾルディック × ノ × カゾク」 - Zorudikku × No × Kazoku | 25 marzo 2012     | 30 novembre 2021 |
| 25  | Senza vedere non lo incontrerai 「ミエナイ × ト × アエナイ」 - Mienai × To × Aenai | 1º aprile 2012    | 30 novembre 2021 |
| 26  | Da qui in avanti 「アレカラ × ト × ソレカラ」 - Arekara × To × Sorekara | 8 aprile 2012     | 30 novembre 2021 |
| 27  | Arrivo all'arena 「トウギジョウ × ニ × トウジョウ」 - Tōgijō × Ni × Tōjō | 15 aprile 2012    | 30 novembre 2021 |
| 28  | Nen e Nen 「ネン × ト × ネン」 - Nen × To × Nen | 22 aprile 2012    | 30 novembre 2021 |
| 29  | Risveglio e potenziale 「カクセイ × ト × カノウセイ」 - Kakusei × To × Kanōsei | 29 aprile 2012    | 30 novembre 2021 |
| 30  | Scontri e conflitti 「ゲキトウ × ト × カットウ」 - Gekitō × To × Kattō | 6 maggio 2012     | 30 novembre 2021 |
| 31  | Destino e tenacia 「インネン × ト × シュウネン」 - In'nen × To × Shūnen | 13 maggio 2012    | 30 novembre 2021 |
| 32  | Una vittoria sorprendente 「ドッキリ × ナ × ショウリ」 - Dokkiri × Na × Shōri | 20 maggio 2012    | 30 novembre 2021 |
| 33  | Delle minacce infondate 「ケイハク × ナ × キョウハク」 - Keihaku × Na × Kyouhaku | 27 maggio 2012    | 30 novembre 2021 |
| 34  | Vendetta tramite la forza 「ジツリョク × デ × セツジョク」 - Jitsuryoku × De × Setsujoku | 3 giugno 2012     | 30 novembre 2021 |
| 35  | La vera promozione 「セイカク × ナ × ゴウカク」 - Seikaku × Na × Gōkaku | 17 giugno 2012    | 30 novembre 2021 |
| 36  | Grande debito e piccoli calci 「オオキナカリ × ト × チイサナケリ」 - Ōki na kari × To × Chīsa na keri | 24 giugno 2012    | 30 novembre 2021 |
| 37  | Ging e Gon 「ジン × ト × ゴン」 - Jin × To × Gon | 1º luglio 2012    | 31 gennaio 2022  |
| 38  | Risposta da papà 「オヤジ × ノ × ヘンジ」 - Oyaji × No × Henji | 8 luglio 2012     | 31 gennaio 2022  |
| 39  | Desideri e giuramenti 「ネガイ × ト × チカイ」 - Negai × To × Chikai | 15 luglio 2012    | 31 gennaio 2022  |
| 40  | I guerrieri Nen si alleano? 「ノウリョクシャ × ハ × キョウリョクシャ？」 - Nōryokusha × Wa × Kyōryokusha? | 22 luglio 2012    | 31 gennaio 2022  |
| 41  | Raduno di eroi 「ゴウケツ × ノ × シュウケツ」 - Gōketsu × No × Shūketsu | 29 luglio 2012    | 31 gennaio 2022  |
| 42  | Proteggere e attaccare 「マモル × ト × セメル」 - Mamoru × To × Semeru | 5 agosto 2012     | 31 gennaio 2022  |
| 43  | Una tragedia shockante 「ショウゲキ × ノ × サンゲキ」 - Shōgeki × No × Sangeki | 12 agosto 2012    | 31 gennaio 2022  |
| 44  | Preludio al finimondo 「ゲキセン × ノ × フクセン」 - Gekisen × No × Fukusen | 19 agosto 2012    | 31 gennaio 2022  |
| 45  | Divieti e promesse 「コウソク × ト × ヤクソク」 - Kōsoku × No × Yakusoku | 2 settembre 2012  | 31 gennaio 2022  |
| 46  | Inseguimento e attesa 「オウモノ × ト × マツモノ」 - Ōmono × To × Matsumono | 9 settembre 2012  | 31 gennaio 2022  |
| 47  | Restrizione e giuramento 「セイヤク × ト × セイヤク」 - Seiyaku × To × Seiyaku | 16 settembre 2012 | 31 gennaio 2022  |
| 48  | Occhio da intenditore 「メキキ × ノ × キキメ」 - Mekiki × No × Kikime | 23 settembre 2012 | 31 gennaio 2022  |
| 49  | Analisi durante l'inseguimento 「ツイセキ × デ × ブンセキ」 - Tsuiseki × De × Bunseki | 30 settembre 2012 | 31 gennaio 2022  |
| 50  | I compagni e la lama 「ナカマ × ト × カタナ」 - Nakama × To × Katana | 7 ottobre 2012    | 31 gennaio 2022  |
| 51  | Un campo di battaglia frenetico 「ヒジョウ × ノ × センジョウ」 - Hijō × No × Senjō | 14 ottobre 2012   | 31 gennaio 2022  |
| 52  | Assalto e impatto 「シュウゲキ × ト × ショウゲキ」 - Shūgeki × To × Shōgeki | 21 ottobre 2012   | 31 gennaio 2022  |
| 53  | Falsità della psiche 「フェイク × デ × サイク」 - Feiku × De × Saiku | 28 ottobre 2012   | 31 gennaio 2022  |
| 54  | Delle profezie incompiute? 「ウラナイ × ガ × アタラナイ?」 - Uranai × Ga × Ataranai? | 4 novembre 2012   | 31 gennaio 2022  |
| 55  | Compagni e inganni 「ナカマ × ト × イカサマ」 - Nakama × To × Ikasama | 11 novembre 2012  | 31 gennaio 2022  |
| 56  | Amato e odiato 「サイアイ × ト × サイアク」 - Saiai × To × Saiaku | 18 novembre 2012  | 31 gennaio 2022  |
| 57  | Iniziativa e regola 「センテ × ト × オキテ」 - Sente × To × Okite | 2 dicembre 2012   | 31 gennaio 2022  |
| 58  | Segnale di ritirata 「ヒキギワ × ノ × ヒキガネ」 - Hikigiwa × No × Hikigane | 9 dicembre 2012   | 31 gennaio 2022  |
| 59  | Asta e impazienza 「セリ × ト × アセリ」 - Seri × To × Aseri | 16 dicembre 2012  | 31 gennaio 2022  |
| 60  | Fine e inizio 「キマリ × ト × ハジマリ」 - Kimari × To × Hajimari | 23 dicembre 2012  | 31 gennaio 2022  |
| 61  | Invito e migliore amico 「カンユウ × ト × シンユウ」 - Kan'yū × To × Shin'yū | 6 gennaio 2013    | 31 gennaio 2022  |
| 62  | Realtà e pietre grezze 「ゲンジツ? × ト × ゲンセキ」 - Genjitsu? × To × Genseki | 13 gennaio 2013   | 31 gennaio 2022  |
| 63  | Una maestra severa 「シショウ × ハ × ヒジョウ?」 - Shishō × Wa × Hijō? | 20 gennaio 2013   | 31 gennaio 2022  |
| 64  | Rafforzmento e minacce 「キョウカ × ト × キョウカツ」 - Kyōka × To × Kyōkatsu | 27 gennaio 2013   | 31 gennaio 2022  |
| 65  | Il sasso e il pugno 「ジャケン × ト × ジャンケン」 - Jaken × To × Janken | 3 febbraio 2013   | 31 gennaio 2022  |
| 66  | Strategia e stratagemma 「コウリャク × ト × サクリャク」 - Kōryaku × To × Sakuryaku | 10 febbraio 2013  | 31 gennaio 2022  |
| 67  | 15 e 15 「15 × ト × 15」 - Jū-go × To × Jū-go | 17 febbraio 2013  | 31 gennaio 2022  |
| 68  | Pirati e congetture 「カイゾク × ト × スイソク」 - Kaizoku × To × Suisoku | 24 febbraio 2013  | 31 gennaio 2022  |
| 69  | Uno scontro ardente 「タイケツ × デ × ネッケツ」 - Taiketsu × De × Nekketsu | 3 marzo 2013      | 31 gennaio 2022  |
| 70  | Forza e coraggio 「コンジョウ × ト × ユウジョウ」 - Konjō × To × Yūjō | 10 marzo 2013     | 31 gennaio 2022  |
| 71  | Contrattazione e trattativa 「カケヒキ × ト × トリヒキ」 - Kakehiki × To × Torihiki | 17 marzo 2013     | 31 gennaio 2022  |
| 72  | Occasione durante l'inseguimento 「チェイス × デ × チャンス」 - Cheisu × De × Chansu | 24 marzo 2013     | 31 gennaio 2022  |
| 73  | Sanità e insanità 「キョウキ × ト × ショウキ」 - Kyōki × To × Shōki | 31 marzo 2013     | 31 gennaio 2022  |
| 74  | Vincitori e sconfitti 「ショウシャ × ト × ハイシャ」 - Shōsha × To × Haisha | 7 aprile 2013     | 31 gennaio 2022  |
| 75  | Gli amici di Ging e i veri amici 「ジンノトモ × ト × シンノトモ」 - Jin no tomo × To × Shin no tomo | 14 aprile 2013    | 31 gennaio 2022  |
| 76  | Incontro e intesa 「サイカイ × ト × リカイ」 - Saikai × To × Rikai | 21 aprile 2013    | 30 marzo 2022    |
| 77  | Inquietudine e apparizione 「フアン × ト × シュツゲン」 - Fuan × To × Shutsugen | 28 aprile 2013    | 30 marzo 2022    |
| 78  | Una rapida proliferazione 「キュウソク × ナ × ゾウショク」 - Kyūsoku × Na × Zōshoku | 5 maggio 2013     | 30 marzo 2022    |
| 79  | Le ombre della NGL 「NG × ナ × NGL」 - NG × Na × NGL | 12 maggio 2013    | 30 marzo 2022    |
| 80  | Malvagio e tremendo 「ゴクアク × ト × サイアク」 - Gokuaku × To × Saiaku | 19 maggio 2013    | 30 marzo 2022    |
| 81  | Iniziano i combattimenti 「タタカイ × ノ × カイシ」 - Tatakai × No × Kaishi | 26 maggio 2013    | 30 marzo 2022    |
| 82  | La roulette di Kite 「カイト × ノ × スロット」 - Kaito × No × Surotto | 2 giugno 2013     | 30 marzo 2022    |
| 83  | Ispirazione a evolvere 「カンカ × シテ × シンカ」 - Kanka × Shite × Shinka | 9 giugno 2013     | 30 marzo 2022    |
| 84  | Risveglio del destino 「サダメ × ノ × メザメ」 - Sadame × No × Mezame | 16 giugno 2013    | 30 marzo 2022    |
| 85  | Luce e ombra 「ヒカリ × ト × カゲ」 - Hikari × To × Kage | 23 giugno 2013    | 30 marzo 2022    |
| 86  | Promessa e riunione 「チカイ × ト × サイカイ」 - Chikai × To × Saikai | 30 giugno 2013    | 30 marzo 2022    |
| 87  | Combatti e fuggi 「ケットウ × シテ × トウソウ」 - Kettō × Shite × Tōsō | 7 luglio 2013     | 30 marzo 2022    |
| 88  | Morra cinese e punti deboli 「ジャンケン × ト × ジャクテン」 - Janken × To × Jakuten | 14 luglio 2013    | 30 marzo 2022    |
| 89  | Forza e gentilezza 「ヤサシサ × ト × ツヨサ」 - Yasashisa × To × Tsuyosa | 21 luglio 2013    | 30 marzo 2022    |
| 90  | Interessi e maledizione 「リソク × ト × ジュバク」 - Risoi × To × Noroi | 28 luglio 2013    | 30 marzo 2022    |
| 91  | I forti e i deboli 「キョウシャ × ト × ジャクシャ」 - Kyousha × To × Jakusha | 4 agosto 2013     | 30 marzo 2022    |
| 92  | Un desiderio e due promesse 「ヒトツノネガイ × ト × フタツノチカイ」 - Hitotsu no negai × To × Futatsu no chikai | 11 agosto 2013    | 30 marzo 2022    |
| 93  | Appuntamento con Palm 「パーム × ト × デート」 - Pāmu × To × Dēto | 18 agosto 2013    | 30 marzo 2022    |
| 94  | Un amico e un viaggio 「トモダチ × ト × タビダチ」 - Tomodachi × To × Tabidachi | 1º settembre 2013 | 30 marzo 2022    |
| 95  | Risentimento e incredulità 「ウラミ × ト × スゴミ」 - Urami × To × Sugomi | 8 settembre 2013  | 30 marzo 2022    |
| 96  | Patria senza regole 「ムホウ × ナ × ホーム」 - Muhō × Na × Hōmu | 15 settembre 2013 | 30 marzo 2022    |
| 97  | Battaglia violenta e massacro 「ゲキトウ × デ × ゲキメツ」 - Gekitō × De × Gekimeshi | 22 settembre 2013 | 30 marzo 2022    |
| 98  | Infiltrazione e selezione 「センニュウ × ト × センベツ」 - Sennixyū × To × Senbetsu | 29 settembre 2013 | 30 marzo 2022    |
| 99  | Combinazione ed evoluzione 「コンビネーション × ト × エボリューション」 - Konbinēshon × To × Eboryūshon | 9 ottobre 2013    | 30 marzo 2022    |
| 100 | Caccia e inseguimento 「ツイセキ × ニハ × ツイゲキ」 - Tsuiseki × Niha × Tsuigeki | 16 ottobre 2013   | 30 marzo 2022    |
| 101 | Ikalgo e il fulmine 「イカルゴ × ト × イカズチ」 - Ikarugo × To × Ikazuchi | 23 ottobre 2013   | 30 marzo 2022    |
| 102 | Abilità e giochi da tavolo 「ノウリョク × ト × タイキョク」 - Nōryoku × To × Taikixyoku | 30 ottobre 2013   | 30 marzo 2022    |
| 103 | Scacco e lettura 「ツミ × ト × ョミ」 - Tsumi × To × Yomi | 6 novembre 2013   | 30 marzo 2022    |
| 104 | Dubbi e confusione 「マヨイ × ト × トマドイ」 - Mayoi × To × Tomadoi | 13 novembre 2013  | 30 marzo 2022    |
| 105 | Determinazione e risveglio 「カクゴ × ト × カクセイ」 - Kakugo × To × Kakusei | 20 novembre 2013  | 30 marzo 2022    |
| 106 | Knov e Morel 「ノヴ × ト × モラウ」 - Novu × To × Morau | 27 novembre 2013  | 30 marzo 2022    |
| 107 | Ritorno e ritiro 「リターン × ト × リタイア」 - Ritān × To × Ritaia | 4 dicembre 2013   | 30 marzo 2022    |
| 108 | Il gunggi di Komugi 「コムギ × ノ × グンギ」 - Komugi × No × Gungi | 11 dicembre 2013  | 30 marzo 2022    |
| 109 | Inizia la marcia e inizia l'azione 「コウシンカイシ × デ × コウドウカイシ」 - Kōshin kaishi × De × Kōdō kaishi | 18 dicembre 2013  | 30 marzo 2022    |
| 110 | Caos e aspettative 「コンワク × ト × オモワク」 - Konwaku × To × Omowaku | 25 dicembre 2013  | 30 marzo 2022    |
| 111 | Assalto e infiltrazione 「トツニュウ × シテ × シンニュウ」 - Totsunyū × Shite × Shinnyū | 8 gennaio 2014    | 30 marzo 2022    |
| 112 | Mostro e mostro 「カイブツ × ト × カイブツ」 - Kaibutsu × To × Kaibutsu | 15 gennaio 2014   | 30 marzo 2022    |
| 113 | Un insetto con un debito 「ムシ × ダケド × カシ」 - Mushi × Dakedo × Kashi | 22 gennaio 2014   | 30 marzo 2022    |
| 114 | Divisione ed errore 「ブンダン × ト × ゴサン」 - Bundan × To × Gosan | 29 gennaio 2014   | 30 marzo 2022    |
| 115 | Dovere e domande 「ギム × ト × ギモン」 - Gimu × To × Gimon | 5 febbraio 2014   | 30 marzo 2022    |
| 116 | Vendetta e cure 「復讐 × ト × 癒し」 - Fukushū × To × Iyashi | 12 febbraio 2014  | 30 marzo 2022    |
| 117 | Vendicare un affronto 「ブジョク × ニハ × セツジョク」 - Bujoku × Niwa × Setsujoku | 19 febbraio 2014  | 30 marzo 2022    |
| 118 | Una rabbia fasulla 「イツワリ × ノ × イカリ」 - Itsuwari × No × Ikari | 26 febbraio 2014  | 30 marzo 2022    |
| 119 | Forte o debole? 「ツヨイ × カ × ヨワイ × カ」 - Tsuyoi × Ka × Yowai × Ka | 5 marzo 2014      | 30 marzo 2022    |
| 120 | Vero e falso 「ニセモノ × ト × ホンモノ」 - Nisemono × To × Honmono | 12 marzo 2014     | 30 marzo 2022    |
| 121 | Sconfitta e reputazione 「ハイボク × ト × メンボク」 - Haiboku × to × Menboku | 19 marzo 2014     | 30 marzo 2022    |
| 122 | Principio e nome 「タテマエ × ト × ナマエ」 - Tatemae × To × Namae | 26 marzo 2014     | 30 marzo 2022    |
| 123 | Centopiedi e ricordi 「ムカデ × ト × オモイデ」 - Mukade × To × Omoide | 2 aprile 2014     | 30 marzo 2022    |
| 124 | Collasso e risveglio 「ケッカイ × ト × カクセイ」 - Kekkai × To × Kakusei | 9 aprile 2014     | 30 marzo 2022    |
| 125 | Estrema forza e limite estremo 「ブノツヨミ × ト × ブノキワミ」 - Bu no tsuyomi × To × Bu no kiwami | 16 aprile 2014    | 30 marzo 2022    |
| 126 | Zero e rosa 「ゼロ × ト × ローズ」 - Zero × To × Rōzu | 23 aprile 2014    | 30 marzo 2022    |
| 127 | Ostilità e determinazione 「テキイ × ト × ケツイ」 - Tekī × To × Ketsui | 30 aprile 2014    | 30 marzo 2022    |
| 128 | Gioia incommensurabile e amore incondizionato 「ムジョウノヨロコビ × ト × ムショウノアイ」 - Mujō no yorokobi × To × Mushō no ai | 7 maggio 2014     | 30 marzo 2022    |
| 129 | Nemico formidabile e obiettivo 「ヒョウテキ × ト × モクテキ」 - Hyōteki × To × Mokuteki | 14 maggio 2014    | 30 marzo 2022    |
| 130 | Incantesimo di disperazione 「マホウ × デ × ゼツボウ」 - Mahō × Te × Zetsubō | 21 maggio 2014    | 30 marzo 2022    |
| 131 | Ira e luce 「イカリ × ト × ヒカリ」 - Ikari × To × Hikari | 28 maggio 2014    | 30 marzo 2022    |
| 132 | Bagliore e attivazione 「センコウ × ト × ハツドウ」 - Senkō × To × Hatsudō | 4 giugno 2014     | 30 marzo 2022    |
| 133 | Limite della sopravvivenza 「セイゾン × ノ × キゲン」 - Seizon × No × Kigen | 11 giugno 2014    | 30 marzo 2022    |
| 134 | La parola chiave è quella persona 「ヒトコト × ハ × ソノヒト」 - Hito koto × Wa × Sono hito | 18 giugno 2014    | 30 marzo 2022    |
| 135 | Questo giorno e questo momento 「コノヒ × ト × コノシュンカン」 - Konohi × To × Konoshunkan | 25 giugno 2014    | 30 marzo 2022    |
| 136 | Ritorno a casa e vero nome 「キキョウ × ト × ホンミョウ」 - Kikyō × To × Honmyō | 2 luglio 2014     | 30 marzo 2022    |
| 137 | Discussione nello zodiaco 「ジュウニシン × デ × ギロン」 - Jūnishin × De × Giron | 9 luglio 2014     | 30 marzo 2022    |
| 138 | Capricci e desideri 「オネダリ × ト × オネガイ」 - Onedari × To × Onegai | 16 luglio 2014    | 30 marzo 2022    |
| 139 | Alluka e Qualcosa 「アルカ × ト × ナニカ」 - Aruka × To × Nanika | 23 luglio 2014    | 30 marzo 2022    |
| 140 | Scesa in campo e guerra aperta 「サンセン × ト × カイセン」 - Sansen × To × Kaisen | 30 luglio 2014    | 30 marzo 2022    |
| 141 | Il prestigiatore e il maggiordomo 「テジナシ × ト × ヒツジ」 - Tejinashi × To × Hitsuji | 6 agosto 2014     | 30 marzo 2022    |
| 142 | Ago e debito 「ニードル· × と × デット」 - Nīdoru × To × Detto | 13 agosto 2014    | 30 marzo 2022    |
| 143 | Colpe e unghie 「ツミ × ト × ツメ」 - Tsumi × To × Tsume | 20 agosto 2014    | 30 marzo 2022    |
| 144 | Approvazione e ovazione 「ケッサイ × ト × カッサイ」 - Kessai × To × Kassai | 27 agosto 2014    | 30 marzo 2022    |
| 145 | Disfatta e riunione 「カンパイ × ト × サイカイ」 - Kanpai × To × Saikai | 3 settembre 2014  | 30 marzo 2022    |
| 146 | Presidente e liberazione 「会長 × と × 放出」 - Kaichō × To × Hōshutsu | 10 settembre 2014 | 30 marzo 2022    |
| 147 | Salvataggio e futuro 「スクイ × ト × ミライ」 - Sukui × To × Mirai | 17 settembre 2014 | 30 marzo 2022    |
| 148 | Fino ad ora e d'ora in poi 「コレマデ × ト × コレカラ」 - Koremade × To × Korekara | 24 settembre 2014 | 30 marzo 2022    |

## Home video

### Giappone
Gli episodi di Hunter × Hunter sono stati pubblicati per il mercato home video nipponico in edizione DVD e Blu-ray dal 25 gennaio 2012 al 24 dicembre 2014.
| N° | Data              | Dischi | Episodi                            | Extra | Fonte  |
| -- | ----------------- | ------ | ---------------------------------- | ----- | ------ |
| 1  | 25 gennaio 2012   | 1      | 1-3                                | /     | [ 7 ]  |
| 2  | 22 febbraio 2012  | 1      | 4-6                                | /     | [ 8 ]  |
| 3  | 21 marzo 2012     | 1      | 7-9                                | /     | [ 9 ]  |
| 4  | 18 aprile 2012    | 1      | 10-12                              | /     | [ 11 ] |
| 5  | 23 maggio 2012    | 1      | 14-16                              | /     | [ 12 ] |
| 6  | 20 giugno 2012    | 1      | 17-19                              | /     | [ 13 ] |
| 7  | 18 luglio 2012    | 1      | 20-22                              | /     | [ 14 ] |
| 8  | 22 agosto 2012    | 1      | 23-25                              | /     | [ 16 ] |
| 9  | 24 ottobre 2012   | 3      | 27-30; 31-34; 35-38                | /     | [ 17 ] |
| 10 | 19 dicembre 2012  | 3      | 39-42; 43-46; 47-48                | /     | [ 18 ] |
| 11 | 20 marzo 2013     | 3      | 49-52; 53-56; 57-59                | /     | [ 19 ] |
| 12 | 21 agosto 2013    | 4      | 60-63; 64-67; 68-71; 72-75         | /     | [ 20 ] |
| 13 | 21 dicembre 2013  | 4      | 76-79; 80-83; 84-87; 88-90         | /     | [ 21 ] |
| 14 | 19 marzo 2014     | 4      | 91-94; 95-98; 99-102; 103-105      | /     | [ 22 ] |
| 15 | 25 giugno 2014    | 4      | 106-109; 110-113; 114-117; 118-120 | /     | [ 23 ] |
| 16 | 24 settembre 2014 | 4      | 121-124; 125-128; 129-132; 133-136 | /     | [ 24 ] |
| 17 | 24 dicembre 2014  | 3      | 137-140; 141-144; 145-148          | /     | [ 25 ] |